# Manuel Lillo Torregrosa
Manuel Lillo Torregrosa (San Vicente del Raspeig, 26 september 1940 – Madrid, 21 november 2024 ) was een Spaans componist en klarinettist.

## Levensloop
Lillo Torregrosa studeerde klarinet bij Joaquín Chicano, piano bij Antonia Jover en harmonie bij Antonio Moreno. Later voltooide hij zijn studies in Madrid bij Julián Menéndez en Vicente Lillo Cánovas.
Sinds 1959 was hij lid van de Banda Sinfónica Municipal de Madrid, waar hij Es-klarinet speelde. Ook in het Orquesta Nacional de España speelde hij mee. Hij stichtte de groep van hedendaagse muziek L.I.M. (Laboratorio de Interpretación Musical).
Hij schreef rond 500 composities, waaronder 50 voor harmonieorkest of symfonieorkest. De meeste overige zijn meestal populaire werken en dansen. Zijn symfonische werken werden in heel Europa, in Noord-Afrika en Amerika uitgevoerd door bekende dirigenten zoals: Pablo Sánchez Torella, Enrique García Asensio, Jan Cober, Piero Gamba, Bernabé Sanchis, Henrie Adams, Fernando Bonete, Juan Foriscot, Rafael Llorens, Maria Ana Barceló, Andrés Valero-Castells en Franciso Signes.
Lillo Torregrosa overleed op 21 november 2024 op 84-jarige leeftijd.

## Composities

### Muziek voor banda (harmonieorkest)
- 1980 Teren rof, concert voor Es-klarinet en banda (harmonieorkest)
- 1986 Concierto, voor hoorn en banda
- 1990 Costa del Azahar, paso-doble
- 1991 Vivencias, concert voor Es-klarinet en banda
- 1994 Quiosco del Retiro, paso-doble
- 1995 Sinfonía en el mar menor, symfonie
- 1995 Ni en París, concert voor Es-klarinet, Bes-klarinet en banda
- 1996 Mares Lunares, symfonsische suite
- 1998 Fiesta mediterránea, fantasie
- 1998 Medir con vara, concert voor trombone en banda
- 2002 Lillo Cánovas, symfonische suite
- 2003 Lorena Castells, paso-doble
- 2004 Bicentenario, ouverture (voor de viering van 200 jaar Iglesia Parroquial de San Vicente del Raspeig)
- 2004 Una maravilla muchachos, symfonisch gedicht
- 2005 Vicente Ferrero, paso-doble
- 2006 Ciudad de Tafalla, paso-doble
- Betelgeuse, Poema sinfónico
- Boadilla del Monte, paso-doble
- Comisió Gestora de Fogueres i Barraques de Sant Vicent, paso-doble
- Comandante Campos, militaire mars (opgedragen aan: Comandante de la Guardia Civil José Campos Caballero (1912-1976))
- Con Vistas al mar, suite
- Costa Blanca, paso-doble
- Costa Dorada, paso-doble
- Cuatro vientos, marcha militar
- El Concejal, paso-doble
- Estefanía Sogorb, paso-doble
- Fernando Cámara, paso-doble
- Gestora de Sant Vicent, paso-doble
- Jotas de Teruel, Concierto de Jotas
- Juanjosé, marcha cristiana
- Kerkrade, mars
- Nostálgica, korte meditatie
- Paquita Asensi, paso-doble
- ¿Para qué tenéis los ojos?, mars
- Plaza de las Ventas
- Ramillete de claveles, paso-doble
- Sociedad Musical La Esperanza, paso-doble
- Suite Mediterránea, symfonisch gedicht
- The Expectancy, mars
- Tono y timbre, mars

### Vocale muziek
- Aquel primer amor, voor zang en piano - tekst: Santiago González Perales
- María, María Dolores, voor zang en piano - tekst: Santiago González Perales

### Kamermuziek
- 1991 Formateados, voor klarinetkwartet
- 2000 Tulaytula, voor saxofoonensemble
- Ana María Sancho, voor saxofoonensemble
- Con viento Fresco, voor klarinetensemble
- Divertimento, klarinetkwartet
- El Máscara, galop voor Es-klarinet
- Sax Galop, voor saxofoonensemble

### Elektronische muziek
- 1980 Evoluciones, voor viool, klarinet, slagwerk, piano en geluidsband

- Biblioteca Nacional de España: XX1638232
- Virtual International Authority File: 87375867
- WorldCat: E39PBJy4hBRTjt94QHXBDY8V4q